# Райва (Каштелу-де-Пайва)
Ра́йва (порт. Raiva; МФА: [ˈʁaj.vɐ]) — колишня парафія в Португалії, в муніципалітеті Каштелу-де-Пайва. Перебувала у складі округу Авейру.  Входила до регіону Північ. За старим адміністративним поділом, що був чинним до 1976 року, територія парафії належала провінції Берегове Дору.  Ліквідована 28 січня 2013 року. Увійшла до складу парафії Райва, Педоріду і Параїзу. Площа парафії — 12,10 км², населення — 2312 ос. (2011), густота населення — 191,07 осіб/км²
. Патрон — Іван Хреститель. Поштовий індекс — 4550. Код  — 010605.

## Географія

Каштелу-де-Пайва (2013)

## Населення
| Кількість мешканців | Кількість мешканців | Кількість мешканців | Кількість мешканців | Кількість мешканців | Кількість мешканців | Кількість мешканців | Кількість мешканців | Кількість мешканців | Кількість мешканців | Кількість мешканців | Кількість мешканців | Кількість мешканців | Кількість мешканців | Кількість мешканців |
| ------------------- | ------------------- | ------------------- | ------------------- | ------------------- | ------------------- | ------------------- | ------------------- | ------------------- | ------------------- | ------------------- | ------------------- | ------------------- | ------------------- | ------------------- |
| 1864                | 1878                | 1890                | 1900                | 1911                | 1920                | 1930                | 1940                | 1950                | 1960                | 1970                | 1981                | 1991                | 2001                | 2011                |
| 1.341               | 1.381               | 1.489               | 1.279               | 1.296               | 1.347               | 1.358               | 1.782               | 2.547               | 3.125               | 2.762               | 2.703               | 2.472               | 2.394               | 2.312               |